# Мемнун Хаджич
Мемнун Хаджич (босн. Memnun Hadžić; 20 січня 1981, Сараєво, Югославія) —  професійний боксер з Боснії і Герцеговини, призер чемпіонату Європи серед аматорів.

## Боксерська кар'єра
Мемнун Хаджич мав аматорську кар'єру з 2001 по 2009 рік. Найбільшого успіху досяг на чемпіонаті Європи 2008, на якому провівши два поєдинки завоював бронзову медаль.
- У чвертьфіналі переміг Рока Урбанца (Словенія) — 5-2
- У півфіналі програв Денису Сергєєву (Росія) — AB 3

У грудні 2009 року дебютував на професійному рингу. Провів одинадцять переможних боїв з суперниками невисокого (регіонального) рівня.